# Alaganahalli, Mulbagal
Alaganahalli là một làng thuộc tehsil Mulbagal, huyện Kolar, bang Karnataka, Ấn Độ.